# Castro Verde
Castro Verde – miejscowość w Portugalii, leżąca w dystrykcie Beja, w regionie Alentejo w podregionie Baixo Alentejo. Miejscowość jest siedzibą gminy o tej samej nazwie.

## Demografia
| Liczba ludności gminy Castro Verde (1801–2011) | Liczba ludności gminy Castro Verde (1801–2011) | Liczba ludności gminy Castro Verde (1801–2011) | Liczba ludności gminy Castro Verde (1801–2011) | Liczba ludności gminy Castro Verde (1801–2011) | Liczba ludności gminy Castro Verde (1801–2011) | Liczba ludności gminy Castro Verde (1801–2011) | Liczba ludności gminy Castro Verde (1801–2011) | Liczba ludności gminy Castro Verde (1801–2011) | Liczba ludności gminy Castro Verde (1801–2011) |
| ---------------------------------------------- | ---------------------------------------------- | ---------------------------------------------- | ---------------------------------------------- | ---------------------------------------------- | ---------------------------------------------- | ---------------------------------------------- | ---------------------------------------------- | ---------------------------------------------- | ---------------------------------------------- |
| 1801                                           | 1849                                           | 1900                                           | 1930                                           | 1960                                           | 1981                                           | 1991                                           | 2001                                           | 2004                                           | 2011                                           |
| 2027                                           | 5930                                           | 7712                                           | 11 032                                         | 11 637                                         | 7472                                           | 7762                                           | 7603                                           | 7702                                           | 7 276                                          |

## Sołectwa
Sołectwa gminy Castro Verde (ludność wg stanu na 2011 r.):
- Casével – 448 osób
- Castro Verde – 4898 osób
- Entradas – 649 osób
- Santa Bárbara de Padrões – 943 osoby
- São Marcos da Ataboeira – 338 osób